# Kemble and Ewen
Kemble and Ewen är en parish i Cotswold, Storbritannien. Den ligger i grevskapet Gloucestershire och riksdelen England, i den södra delen av landet, 130 km väster om huvudstaden London. Det inkluderar Ewen, Kemble och Kemble Wick. Civil parish hade 1 036 invånare år 2011.